# 井上登 (裁判官)
井上 登（いのうえ のぼり、1885年〈明治18年〉4月10日 - 1971年〈昭和46年〉7月26日）は、日本の最高裁判所判事。千葉県出身。

## 経歴
井上義行の息子として生まれる。1913年（大正2年）3月に東京帝国大学法科大学法律学科（独法）を卒業。1917年（大正6年）に判事となる。
1926年（大正15年）、東京地方裁判所部長時代に、ジュネーブで開催された第八回国際労働会議に政府代表顧問として参加。
1927年（昭和2年）12月に東京控訴院判事、1933年（昭和8年）に大審院判事、1937年（昭和12年）に司法省の初代調査部長となる。1939年（昭和14年）から再び大審院判事を務め、在官中は慶応、明治、専修大学で民事法を講義した。
裁判官任命諮問委員会による諮問の結果、1947年（昭和22年）8月に最高裁判所判事に就任。三鷹事件など刑事事件の裁判の最前線で活躍した。開廷日に法廷に遅れることもしばしばで、そのたびに書記官が玄関まで法服を持って出迎えたという伝説がある。1955年（昭和30年）4月に定年退官。
1956年（昭和31年）から1961年（昭和36年）の間、日本野球機構（プロ野球統括団体）の第2代コミッショナーを務め、米田哲也の阪急・阪神の二重契約問題を裁定するなど、法律家としての知見を活用し、プロ野球の発展に貢献した。1964年（昭和39年）4月に勲一等瑞宝章を受章した。1965年（昭和40年）に特別表彰で、野球殿堂入りした。
1971年（昭和46年）7月26日、肺気腫のため、東京都目黒区の東邦大附属大橋病院で86歳で死去した。